# 7309 Shinkawakami
A 7309 Shinkawakami (ideiglenes jelöléssel 1995 FU) a Naprendszer kisbolygóövében található aszteroida. Kobajasi Takao fedezte fel 1995. március 28-án.